# آندره گرایپل
آندره گرایپل (اسپانیایی: André Greipel‎؛ زادهٔ ۱۶ ژوئیهٔ ۱۹۸۲) یک دوچرخه‌سوار اهل آلمان است.